# Liste der Monuments historiques in Kembs
Die Liste der Monuments historiques in Kembs führt die Monuments historiques in der französischen Gemeinde Kembs auf.

## Liste der Bauwerke
| Bezeichnung           | Beschreibung                                                                                             | Standort                  | Kennzeichnung | Schutzstatus | Datum | Bild           |
| --------------------- | --- | ------------------------- | ------------- | ------------ | ----- | -------------- |
| Schleuse Kembs-Niffer | Beobachtungs- und Kontrollturm sowie Verwaltungs- und Zollgebäude der Schleuse, 1961/62 von Le Corbusier | nördlich des Ortes (Lage) | PA68000041    | Inscrit      | 2005  | weitere Bilder |